# Yuri Diupin
Yuri Yurievich Diupin (en ruso: Юрий Юрьевич Дюпин; Barnaúl, RSFSR, 17 de marzo de 1988) es un futbolista ruso que juega como portero en el P. F. C. Sochi de la Liga Premier de Rusia.

## Trayectoria
Debutó en la Segunda División de Rusia con el Dinamo Barnaúl el 15 de mayo de 2011 en un partido contra el Sibiryak Bratsk.
El 13 de junio de 2019, firmó un contrato de un año con el Rubin Kazán.

## Selección nacional
Fue convocado por primera vez a la selección de fútbol de Rusia en marzo de 2021 para los partidos de clasificación para el Mundial contra Malta, Eslovenia y Eslovaquia.
El 11 de mayo de 2021 fue incluido en la lista preliminar ampliada de 30 jugadores para la Eurocopa 2020. El 2 de junio de 2021, fue incluido en la plantilla definitiva.

## Estadísticas
Actualizado al último partido disputado el 16 de mayo de 2021.
| Club                           | Div.          | Temporada     | Liga  | Liga  | Liga   | Copas nacionales | Copas nacionales | Copas nacionales | Copas internacionales | Copas internacionales | Copas internacionales | Total | Total | Total  |
| Club                           | Div.          | Temporada     | Part. | Goles | Asist. | Part.            | Goles            | Asist.           | Part.                 | Goles                 | Asist.                | Part. | Goles | Asist. |
| ------------------------------ | ------------- | ------------- | ----- | ----- | ------ | ---------------- | ---------------- | ---------------- | --------------------- | --------------------- | --------------------- | ----- | ----- | ------ |
| Polimer Barnaúl                | 4.ª           | 2008          | 0     | 0     | 0      | 0                | 0                | 0                | 0                     | 0                     | 0                     | 0     | 0     | 0      |
| Polimer Barnaúl                | Total club    | Total club    | 0     | 0     | 0      | 0                | 0                | 0                | 0                     | 0                     | 0                     | 0     | 0     | 0      |
| Dinamo Biysk                   | 4.ª           | 2010          | 0     | 0     | 0      | 1                | 0                | 0                | 0                     | 0                     | 0                     | 1     | 0     | 0      |
| Dinamo Biysk                   | Total club    | Total club    | 0     | 0     | 0      | 1                | 0                | 0                | 0                     | 0                     | 0                     | 1     | 0     | 0      |
| Dinamo Barnaúl                 | 3.ª           | 2011-12       | 28    | 0     | 0      | 1                | 0                | 0                | 0                     | 0                     | 0                     | 29    | 0     | 0      |
| Dinamo Barnaúl                 | Total club    | Total club    | 28    | 0     | 0      | 1                | 0                | 0                | 0                     | 0                     | 0                     | 29    | 0     | 0      |
| Metallurg-Kuzbass Novokuznetsk | 2.ª           | 2012-13       | 13    | 0     | 0      | 1                | 0                | 0                | 0                     | 0                     | 0                     | 14    | 0     | 0      |
| Metallurg-Kuzbass Novokuznetsk | Total club    | Total club    | 13    | 0     | 0      | 1                | 0                | 0                | 0                     | 0                     | 0                     | 14    | 0     | 0      |
| ShTs VIANOR Barnaúl            | Krai de Altái | 2013          | 0     | 0     | 0      | 0                | 0                | 0                | 0                     | 0                     | 0                     | 0     | 0     | 0      |
| ShTs VIANOR Barnaúl            | Total club    | Total club    | 0     | 0     | 0      | 0                | 0                | 0                | 0                     | 0                     | 0                     | 0     | 0     | 0      |
| Metallurg Novokuznetsk         | 2.ª           | 2014-15       | 24    | 0     | 0      | 3                | 0                | 0                | 0                     | 0                     | 0                     | 27    | 0     | 0      |
| Metallurg Novokuznetsk         | Total club    | Total club    | 24    | 0     | 0      | 3                | 0                | 0                | 0                     | 0                     | 0                     | 27    | 0     | 0      |
| SKA-Jabarovsk                  | 2.ª           | 2015-16       | 38    | 0     | 0      | 7                | 0                | 0                | 0                     | 0                     | 0                     | 45    | 0     | 0      |
| SKA-Jabarovsk                  | Total club    | Total club    | 38    | 0     | 0      | 7                | 0                | 0                | 0                     | 0                     | 0                     | 45    | 0     | 0      |
| Kubán Krasnodar                | 2.ª           | 2016-17       | 17    | 0     | 0      | 3                | 0                | 0                | 0                     | 0                     | 0                     | 20    | 0     | 0      |
| Kubán Krasnodar                | 2.ª           | 2017-18       | 37    | 0     | 0      | 1                | 0                | 0                | 0                     | 0                     | 0                     | 38    | 0     | 0      |
| Kubán Krasnodar                | Total club    | Total club    | 54    | 0     | 0      | 4                | 0                | 0                | 0                     | 0                     | 0                     | 58    | 0     | 0      |
| Anzhí Majachkalá               | 1.ª           | 2018-19       | 30    | 0     | 0      | 1                | 0                | 0                | 0                     | 0                     | 0                     | 31    | 0     | 0      |
| Anzhí Majachkalá               | Total club    | Total club    | 30    | 0     | 0      | 1                | 0                | 0                | 0                     | 0                     | 0                     | 31    | 0     | 0      |
| Rubin Kazán                    | 1.ª           | 2019-20       | 30    | 0     | 0      | 0                | 0                | 0                | 0                     | 0                     | 0                     | 30    | 0     | 0      |
| Rubin Kazán                    | 1.ª           | 2020-21       | 26    | 0     | 0      | 1                | 0                | 0                | 0                     | 0                     | 0                     | 27    | 0     | 0      |
| Rubin Kazán                    | Total club    | Total club    | 56    | 0     | 0      | 1                | 0                | 0                | 0                     | 0                     | 0                     | 57    | 0     | 0      |
| Total carrera                  | Total carrera | Total carrera | 243   | 0     | 0      | 19               | 0                | 0                | 0                     | 0                     | 0                     | 262   | 0     | 0      |

## Palmarés

### Títulos nacionales
| Título                | Club            | País  | Año  |
| --------------------- | --------------- | ----- | ---- |
| Liga Premier de Rusia | F. C. Krasnodar | Rusia | 2025 |